# Sint-Andreaskerk (Luik)

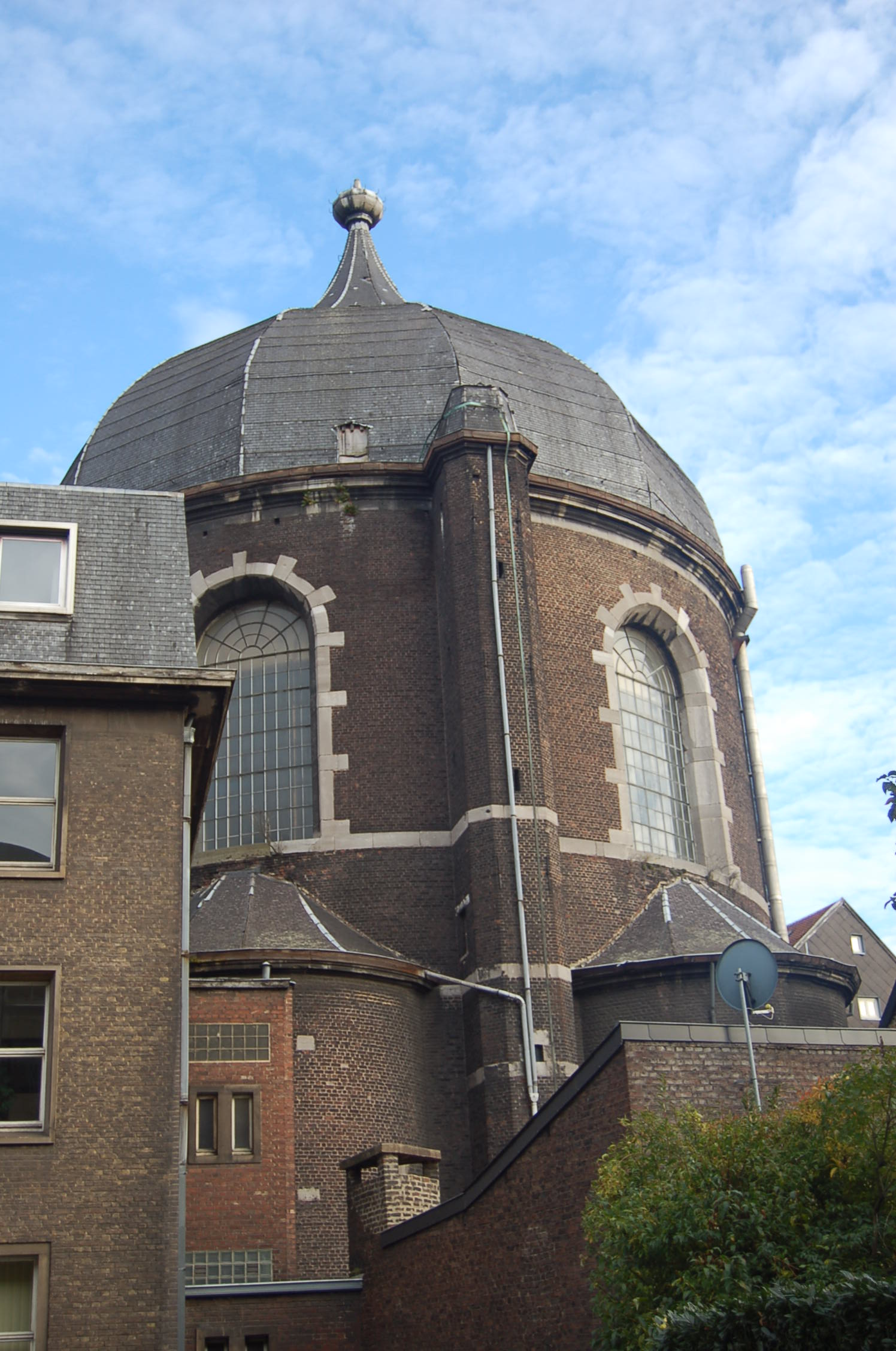
Sint-Andreaskerk

De Sint-Andreaskerk (Frans: Église Saint-André) is een kerkgebouw in het centrum van de Belgische stad Luik.

## Geschiedenis
De vroegste geschiedenis van de Sint-Andreaskerk is niet bekend. De oudste vermelding is van 1250. Vanaf 1261 was de kerk in bezit van de Duitse Orde, die in Alden Biesen een commanderij bezat.
De huidige kerk werd gebouwd van 1765-1772 in classicistische stijl. Boven het portaal was het volgende chronogram te lezen:
DeI-paræ aC anDreæCoeLo pro VIDenteExUtor.
De Luikse Revolutie (1795) maakte een einde aan het gebruik als kerk. In 1835 werd het door de stad Luik aangekocht. Het gebouw werd een graanbeurs annex arbeidsbureau. Van 1962-1967 werd het gebouw gerestaureerd. Vervolgens werden er tentoonstellingen en evenementen in georganiseerd. In 2011 werd het gebouw gesloten, wegens de aanwezigheid van asbest. In 2016 begon men met de renovatie van het gebouw, waarbij inbegrepen de vervanging van de koepel.

## Gebouw
De kerk wordt betreden door een portaal in classicistische stijl. De kerk wordt gedekt door een grote koepel, waarvan de tamboer zes vensters kent ter verlichting van de kerkruimte. De achtkante koepel zelf wordt gekenmerkt door gebogen en naar binnen gezwenkte omtrekken. De koepel wordt geflankeerd door een traptorentje.
De ruimte onder de koepel wordt geflankeerd door een aantal zijkapellen en het koor. Het gebouw is versierd met tal van pilasters, en beeldhouwwerk van de hand van Antoine-Pierre Franck.